# Barbara Szacka (1898–1998)
Barbara Szacka urodzona jako Anna Barbara Raszewska (ur. 1898, zm. 1998) – polska Sprawiedliwa wśród Narodów Świata.

## Życiorys
Barbara Szacka wraz z synem Jerzym od połowy 1942 do wybuchu powstania warszawskiego ukrywali w swoim mieszkaniu na ulicy Miodowej w Warszawie 20-letnią Irenę Holender (vel Hollaender, z d. Kowalska, po drugim mężu Century) oraz jej pięcioletnią córkę. Holender była w zaawansowanej ciąży. Dzięki „dobremu wyglądowi" Irena mogła być przedstawiana znajomym jako krewna wysiedlona z terytorium wcielonego do III Rzeszy. Po upadku powstania Szacka oraz Holender opuściły Warszawę wraz z resztą ludności cywilnej. W 1946 Irena wraz z mężem wyemigrowała do Izraela. Obie rodziny utrzymywały później kontakt.
Barbara Szacka zmarła w 1998, została pochowana w rodzinnym grobowcu na cmentarzu Powązkowskim (kwatera 334-7-18/19).
W 2003, dzięki staraniu rodziny Holender, Barbara Szacka wraz z Jerzym zostali odznaczeni medalami Sprawiedliwych wśród Narodów Świata.